# Steve Caballero
Pour les articles homonymes, voir Caballero.
Steve Caballero (né le 8 novembre 1964 à San José) est un skater américain.

## Biographie
Il a notamment inventé le caballerial (fakie ollie 360°) et était connu pour ses aérials impressionnants par leur hauteur (la hauteur d'un air en rampe se mesure à partir du coping).
Il  fit partie — aux côtés de Tony Hawk,, Mike McGill, Lance Mountain et Tommy Guerrero — de la Bones Brigade de Powell Peralta (marque de skateboard) et participa à l'élaboration d'un modèle de chaussures chez Vans (« les Cab »).
Il chante et joue de la guitare dans les groupes The Faction, Soda, Odd Man Out et dernièrement Urethane.
Il a joué dans quelques films dont :
- 1987 : Police Academy 4. Aux armes citoyens : un skater